# Єпархія Апамеї Цібото
Єпархія Апамеї Цібото (на латині Dioecesis Apamensis) - закрита православна кафедра та титульна резиденція католицької церкви.

## Історія
Апамея Цібото, ідентифікована з Дінаром в однойменному районі в Туреччині, є стародавнім єпископським престолом римської провінції Пісідія в цивільній єпархії Азії. Вона входила до Константинопольського патріархату і була суфраганною Антіохійської архієпархії.
Єпархія зафіксована в Notitiae Episcopatuum Константинопольського патріархату до ХІІ століття.
Є кілька відомих єпископів цієї стародавньої єпархії. У ІІ столітті, під час монтанської суперечки, жив Julinum Apameae, viros probos et episcopos, який Ле Квін відносить до єпархії Апамейської Пісидії. Тарсікіон брав участь у І Вселенському соборі, який відбувся в Нікеї в 325 році. Феодол був свідком і підписав заповіт Грегорія Богослова 31 травня 381 року. У наступному Константинопольському соборі, який завершився 9 липня 381 р., Феодол не брав участі або тому, що він тим часом помер, або з інших невідомих причин; замість нього документи підписав пресвітер Аусаноне.
Згідно з «Historia ecclesiastica» Сократа Схоластика, до 434 року єпископ Теосебіо був переведений з Апамеї Азійської до Євдоксіополі Фракійського, місце, яке ототожнюють із Селімбрією. Мішель Ле Квін приписує єпископа Теосебіо кафедрі Апамеї у Віфінії в цивільній єпархії Понту. На думку Дестефена, не існує провінції Азії, а є громадянська єпархія, в якій єдиною кафедрою Апамеї є Пісідія; Таким чином, Теосебіо міг належати до цієї єпархії, а не до одноіменної Віфінії.
Паоліно брав участь у Халкедонському соборі 451 року, а в 458 році підписав лист єпископів Пісидії до імператора Лева I після смерті патріарха Протерія Александрійського. Конон Apameae у Phrygia episcopus задокументований у V столітті і віднесений Ле Квіном до резиденції Пісідії. Іоанн брав участь у другому Константинопольському соборі 553 року. Сісінній був присутній на другому Нікейському соборі 787 року. Два єпископи, Феодор і Феогност, брали участь у Константинопольському соборі 879-880 років: за словами Ле Квін, двох прелатів висвятили два конкуруючі патріархи, а саме Ігнатій і Фотій.
Археологічні відкриття виявили печатки двох єпископів X століття, Євфимія і Василія.
З 1933 року Апамеа Чибото входить до числа титульних єпископських престолів Католицької Церкви; місце було вакантним з 13 червня 1975 року.

## Хронотаксис

### Грецькі єпископи
- Юліан† (ІІ ст.)
- Тарсіхій † (згадується в 325 р.)
- Феодол † (згадується в 381 р.)
- Теосевій ? † (до 434 призначений єпископом Селімбрії)
- Поліна † (до 451 - після 458)
- Конон † (V ст.)
- Шоан † (згадується в 553 р.)
- Сисінній † (згадується 787 р.)
- Теодор † (згадується 879 р.)
- Теогност † (згадується 879 р.)
- Євфимій † (близько Х ст.)
- Василій † (близько Х ст.)

### Титулярні єпископи
- Юстас Джон Сміт,[12] OFM † (8 грудня 1955 - 13 червня 1975 помер)

## Примітка
1. ↑  Jean Darrouzès, Notitiae episcopatuum Ecclesiae Constantinopolitanae. Texte critique, introduction et notes, Paris, 1981, indice p. 484, voce Apameia Kibotos.
2. 1 2  Destephen, Prosopographie du diocèse d'Asie, p. 884.
3. ↑  Oriens christianus, vol. I, col. 655.
4. ↑  Destephen, Prosopographie du diocèse d'Asie, p. 921.
5. ↑  Destephen, Prosopographie du diocèse d'Asie, p. 765
6. ↑  Destephen, Prosopographie du diocèse d'Asie, p. 492.
7. ↑  Jean Darrouzès, Listes épiscopales du concile de Nicée (787), in Revue des études byzantines, 33 (1975), p. 50.
8. ↑  Theodoros, in Prosopographie der mittelbyzantinischen Zeit, Berlin-Boston (2013), #27633.
9. ↑  Theognostos, in Prosopographie der mittelbyzantinischen Zeit, Berlin-Boston, 2013, #28012.
10. ↑  Euthymios, in Prosopographie der mittelbyzantinischen Zeit, Berlin-Boston, 2013, #21938. Anche: Euthymios bishop of Apameia (of Pisidia) (tenth century), Online Catalogue of Byzantine Seals, Dumbarton Oaks Research Library and Collection.
11. ↑  Basileios, in Prosopographie der mittelbyzantinischen Zeit, Berlin-Boston, 2013, #20950.
12. ↑  Vicario apostolico di Beirut.

## Зовнішні посилання
- (англ.) La sede titolare nel sito di www.catholic-hierarchy.org
- (англ.) La sede titolare nel sito di www.gcatholic.org